# Mon amant l'assassin
Pour plus de détails, voir Fiche technique et Distribution.
Mon amant l'assassin est un film français réalisé en 1931 par Solange Bussi, sorti en 1932.

## Fiche technique
- Titre : Mon amant l'assassin
- Réalisation : Solange Bussi
- Photographie : Maurice Forster et Adrien Porchet
- Décors : Georges K. Benda
- Musique : Pierre Varenne et Charles Cuvillier
- Société de production : Pax Films
- Pays d'origine :  France
- Format :  Noir et blanc - son mono
- Genre : Comédie policière
- Durée : 76 minutes
- Date de sortie : 
  - France : 10 juin 1932

## Distribution
- Edith Méra : Edith
- Jean Weber : Pierre
- Suzanne Dehelly : Simone
- Pierre Etchepare : Bondizi
- Jacques Dumesnil : André
- Pierre Piérade : le juge
- Pitouto